# دنیل‌ها
دنیل‌ها (انگلیسی: Daniels) یا دنیلز نام شناخته‌شده‌ای برای دو کارگردان و فیلم‌نامه‌نویس آمریکایی به نام‌های دنیل کوان (انگلیسی: Daniel Kwan؛ ‏ چینی: 關家永) و دنیل شاینرت (انگلیسی: Daniel Scheinert) است که کارشان را با کارگردانی موزیک ویدئو شروع کردند و سپس به فیلم‌سازی و سینما روی آوردند. فیلم کمدی-درام سوررئالیستی مرد ارتشی سوئیسی (۲۰۱۶) و همچنین کمدی علمی-تخیلی همه‌چیز همه‌جا به یکباره (۲۰۲۲) از جمله آثار آنان است. دنیل‌ها برای فیلم دوم برندهٔ جوایز اسکار بهترین فیلم، بهترین کارگردانی و بهترین فیلم‌نامه غیراقتباسی شدند.

## گزیدهٔ آثار

### هر دو با هم
| سال  | نام فیلم               | کارگردان فیلم | فیلم‌نامه‌نویس | تهیه‌کننده فیلم |
| ---- | ---------------------- | ------------- | ------------ | -------------- |
| ۲۰۱۶ | مرد ارتشی سوئیسی       | آری           | آری          | نه             |
| ۲۰۲۲ | همه‌چیز همه‌جا به یکباره | آری           | آری          | آری            |

### فقط دنیل کوان
| سال  | عنوان | کارگردان فیلم | فیلم‌نامه‌نویس | اپیزود   |
| ---- | ----- | ------------- | ------------ | -------- |
| ۲۰۱۹ | لژیون | آری           | نه           | "فصل ۲۳" |

### فقط دنیل شاینرت
| سال  | عنوان                         | اپیزود          |
| ---- | ----------------------------- | --------------- |
| ۲۰۱۹ | درباره خداشدن در مرکز فلوریدا | «استادان متعدد» |